# Matías Urbano
Matías Héctor Sebastián Urbano (* 16. Februar 1981 in Cipolletti) ist ein ehemaliger argentinischer Fußballspieler. Der Stürmer wurde 2012 kolumbianischer Meister.

## Karriere
Matías Urbano begann seine Profikarriere 2000 in seiner Heimatstadt bei Cipolletti und spielte danach für zwei weitere Klubs in Argentinien. 2002 lief er in Kolumbien bei Real Cartagena erstmals im Ausland auf und war in seiner Karriere in vielen weiteren Ländern aktiv. In Ecuador spielte der Offensivakteur für den CSD Macará und Deportivo Quito, in Mexiko für León und die Cruz Azul Reserve, in Chile bei Deportes La Serena, Everton, Santiago Morning und Unión San Felipe sowie in Italien bei Aurora Pro Patria. In Kolumbien spielte Urbano neben Cartagena noch für Cúcuta Deportivo und Millonarios, wo er den Meistertitel der Finalización 2012 feierte. Zwischen seinen Auslandsstationen lief er auch für Klubs aus seiner Heimat auf, wo er 2015 seine Karriere bei den General Paz Juniors beendete. Sein größter persönlicher Erfolg war der Titel des Torschützenkönigs in der Apertura 2011 der chilenischen Primera División, als er zwölf Tore erzielte.

## Erfolge
Millionarios
- Kolumbianischer Meister: 2012-II

## Auszeichnungen
- Torschützenkönig der chilenischen Primera División: 2011-A